# Perry Saturn
Perrieve Spencer Satullo (Lakewood, 25 de outubro de 1966) é um lutador de wrestling profissional estadunidense, mais conhecido pelo seu ring name Perry Saturn.
Após estrear no fim da década de 1980, Saturn tem trabalhado em várias promoções, como Extreme Championship Wrestling, World Championship Wrestling, World Wrestling Federation e Total Nonstop Action Wrestling.

## Carreira
Saturn foi treinado por Killer Kowalski e fez a sua estréia em 1988, com o ring name Saturn (em homenagem ao deus romano de nome Saturno). Entre 1990 e 1995 trabalhou em promoções independentes.
Assinou contrato com a Extreme Championship Wrestling em 1995, onde conquistou por três vezes o Título de Duplas da ECW, tendo como parceiro John Kronus, hoje falecido.
Em 28 de agosto de 1998, fez a sua estréia pela World Championship Wrestling. Se aliou a Raven e fez feud com Dean Malenko e Chris Benoit, com quem viraria parceiro. Conquistou por duas vezes o Título de Duplas e por uma vez o Televisivo.
Assinou contrato com a World Wrestling Federation, onde se destacou no estilo hardcore, tendo conquistado esse título por duas vezes. Rompeu o contrato em Novembro de 2002.
Foi, então, para a World Wrestling All-Stars, onde ficou 6 meses. Transferiu-se, então, para a Total Nonstop Action Wrestling, onde ficou durante um mês. Atualmente, não está em contrato com nenhuma promoção.

## No wrestling
- Ataques
  - Death Valley driver
  - Rings of Saturn
  - Three-Wheeled Moss-Covered Three-Handled Family Credenza (Swinging leg hook suplex)
  - Brainbuster
  - Corner slingshot splash
  - Diving elbow drop
  - Diving knee drop
  - Double arm powerbomb
  - Legsweep
  - Múltiplas variações de suplex
  - Saturnsault (Springboard moonsault)
  - Slingshot leg drop
  - Superkick
- Managers
  - Midajah O'Hearn
  - Terri
  - Moppy

## Títulos e prêmios
- Extreme Championship Wrestling
  - ECW Tag Team Championship (3 vezes) - com John Kronus
- International Wrestling Federation
  - IWF Light Heavyweight Championship (2 vezes)
- Pro Wrestling Illustrated
  - PWI o colocou como #59 dos 500 melhores wrestlers durante a PWI 500 de 1998.
  - PWI o colocou como #89 dos 100 melhores tag teams com john Kronus em 2003.
- United States Wrestling Association
  - USWA World Tag Team Championship (1 vez) - com John Kronus
- United States Wrestling Federation
  - USWF Light Heavyweight Championship (1 vez)
- World Championship Wrestling
  - WCW World Tag Team Championship (2 vezes) - com Raven (1) e Chris Benoit (1)
  - WCW World Television Championship (1 vez)
- World Wrestling Federation
  - WWF European Championship (1 vez)
  - WWF Hardcore Championship (2 vezes)